# Алмейда Жуниор, Жозе Феррас де
Жозе Феррас де Алмейда Жуниор (порт. José Ferraz de Almeida Júnior; 8 мая 1850, Иту, Сан-Паулу — 13 ноября 1899, Пирасикаба, Сан-Паулу) — бразильский художник, более известный как Алмейда Жуниор.

## Биография
Родился 8 мая 1850 года в городе Иту, штат Сан-Паулу.
Его художественная карьера началась, когда он работал в качестве звонаря в церкви «Богоматери Канделарии» (порт. Igreja Matriz de Nossa Senhora da Candelária), создав несколько небольших произведений на религиозную тему. Главный священник церкви был впечатлён работами художника-любителя и провёл сбор средств, чтобы Жуниор смог поехать в Рио-де-Жанейро для получения уроков живописи. В 1869 году он поступил в академию Academia Imperial de Belas Artes, где учился с Виктором Мейреллисом и Педру Америко. После окончания академии он мог бороться за награду — поездку на обучение в Европу, но вернулся в Иту и создал там собственную студию.
В Европу Алмейда Жуниор попал в 1876 году, когда во время посещения штата Сан-Паулу император Педру II увидел работы художника и под их впечатлением предложил Жуниору финансовую поддержку, наградив его, согласно королевскому указу, ежемесячной суммой в 300 франков для учебы в Париже. Алмейда поселился на Монмартре и поступил в Школу изящных искусств (фр. École des Beaux-Arts), став одним из студентов Александра Кабанеля. Участвовал в четырёх Парижских салонах.
Он оставался в Париже до 1882 затем, после короткой поездки в Италию, вернулся в Бразилию, где представил работы, созданные во время нахождения в Европе. В следующем году Жуниор открыл студию в Сан-Паулу, много писал и давал уроки живописи. В 1884 году он экспонировал свои работы на Exposição Geral de Belas Artes и был удостоен высшего рыцарского ордена Бразильской империи — ордена Розы.
Спустя год Виктором Мейреллис предложил художнику должность профессора исторической живописи в академии, но Жуниор отказался, предпочитая оставаться и работать в Сан-Паулу. В период с 1887 по 1896 годы он совершил еще три поездки в Европу. Стал все чаще обращаться к библейским темам, получив в 1898 году золотую медаль Академии.
Жизнь бразильского художника трагически оборвалась 13 ноября 1899 года, когда он был зарезан своим кузеном Жозе де Алмейдой Сампайо.

## Некоторые работы

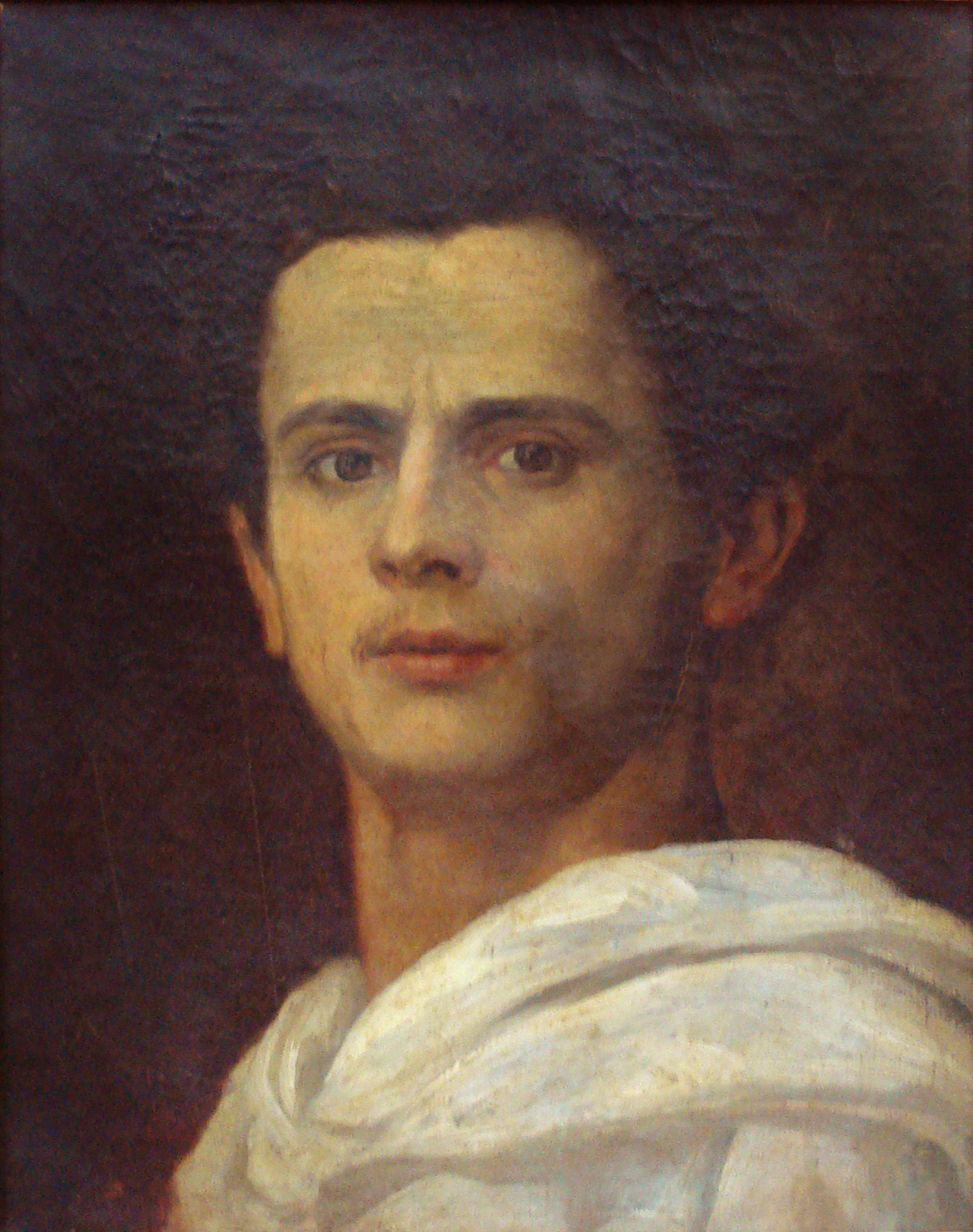
Автопортрет, 1878
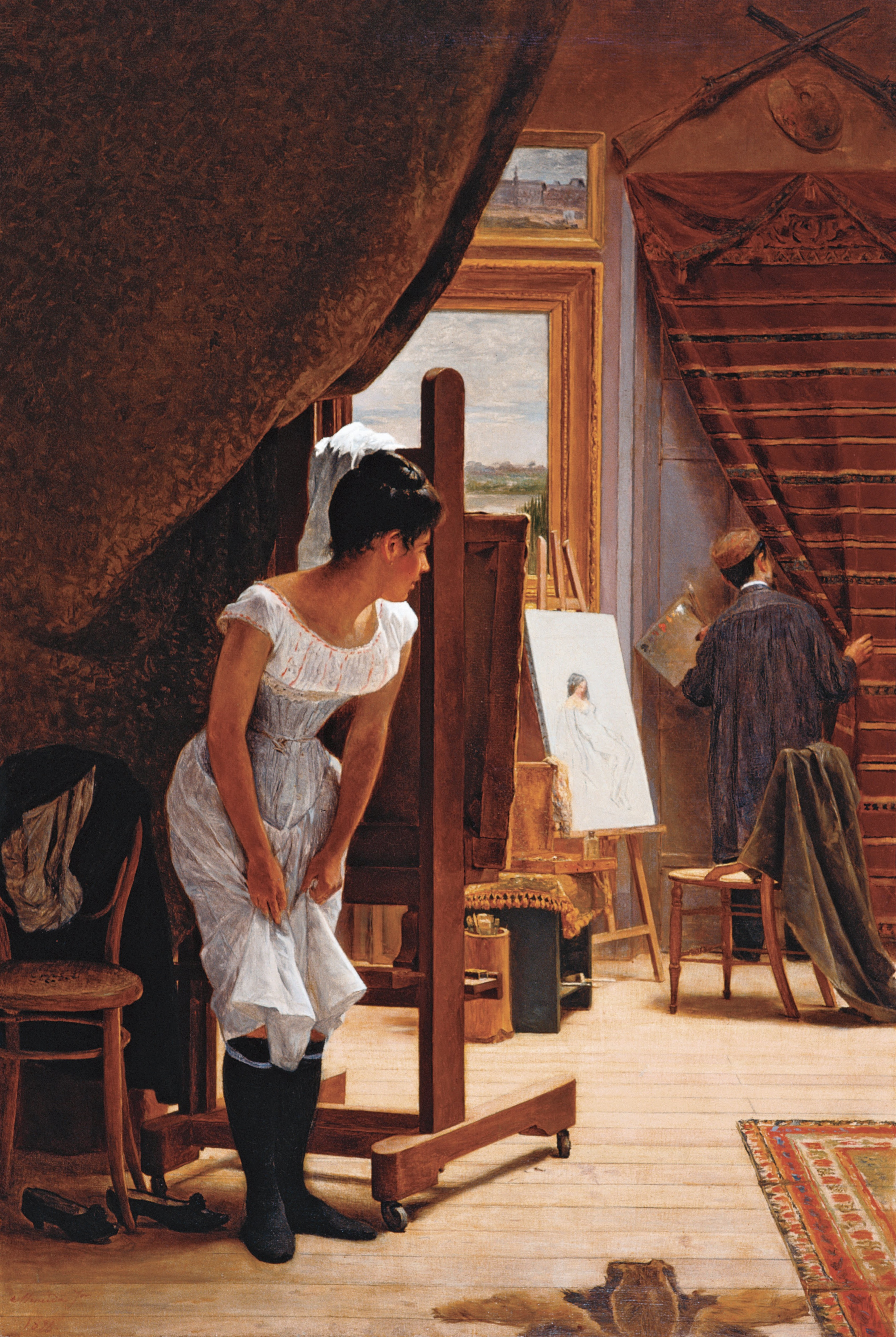
Раздражение, 1898
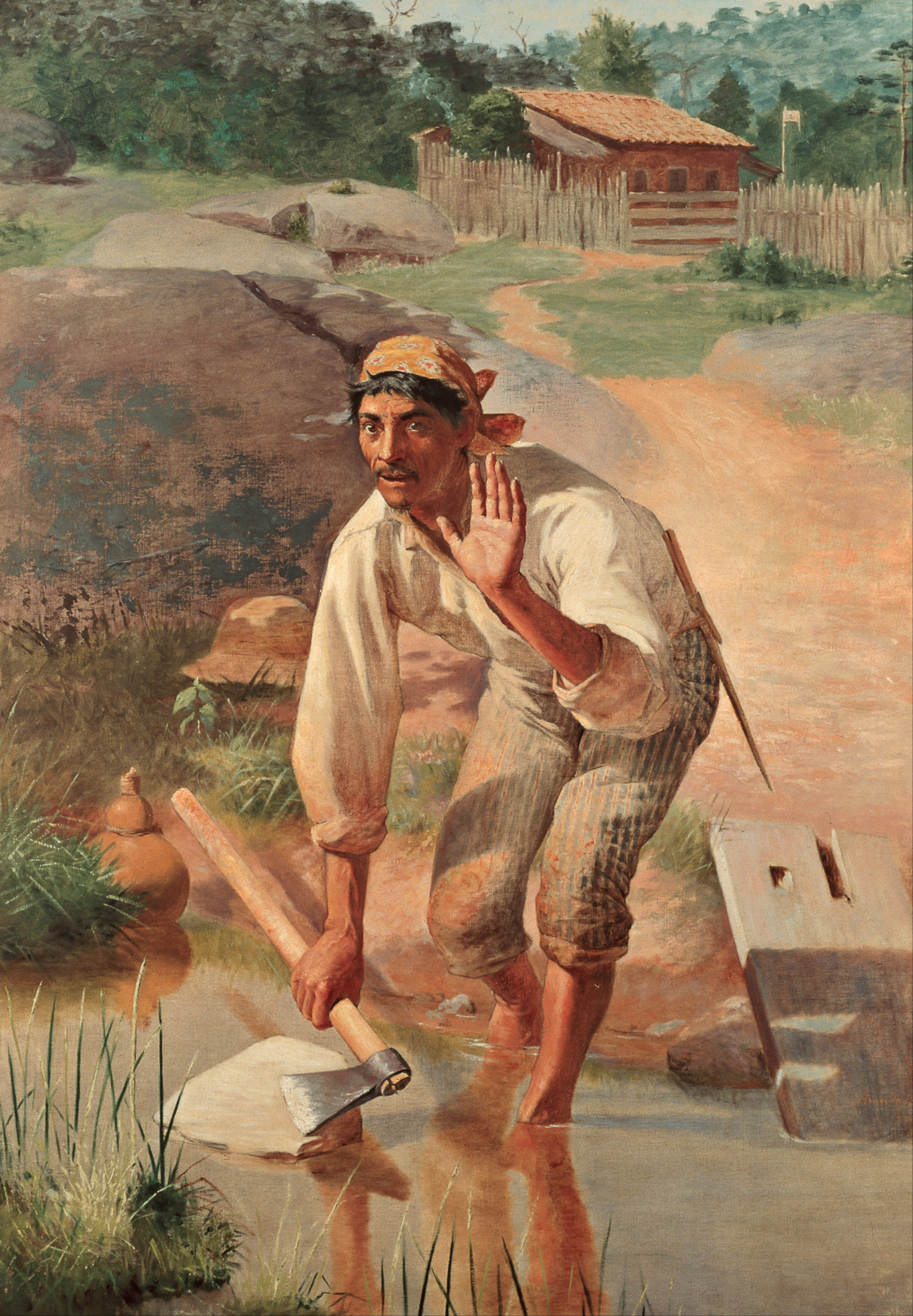
Прерванная работа точильщика, 1894
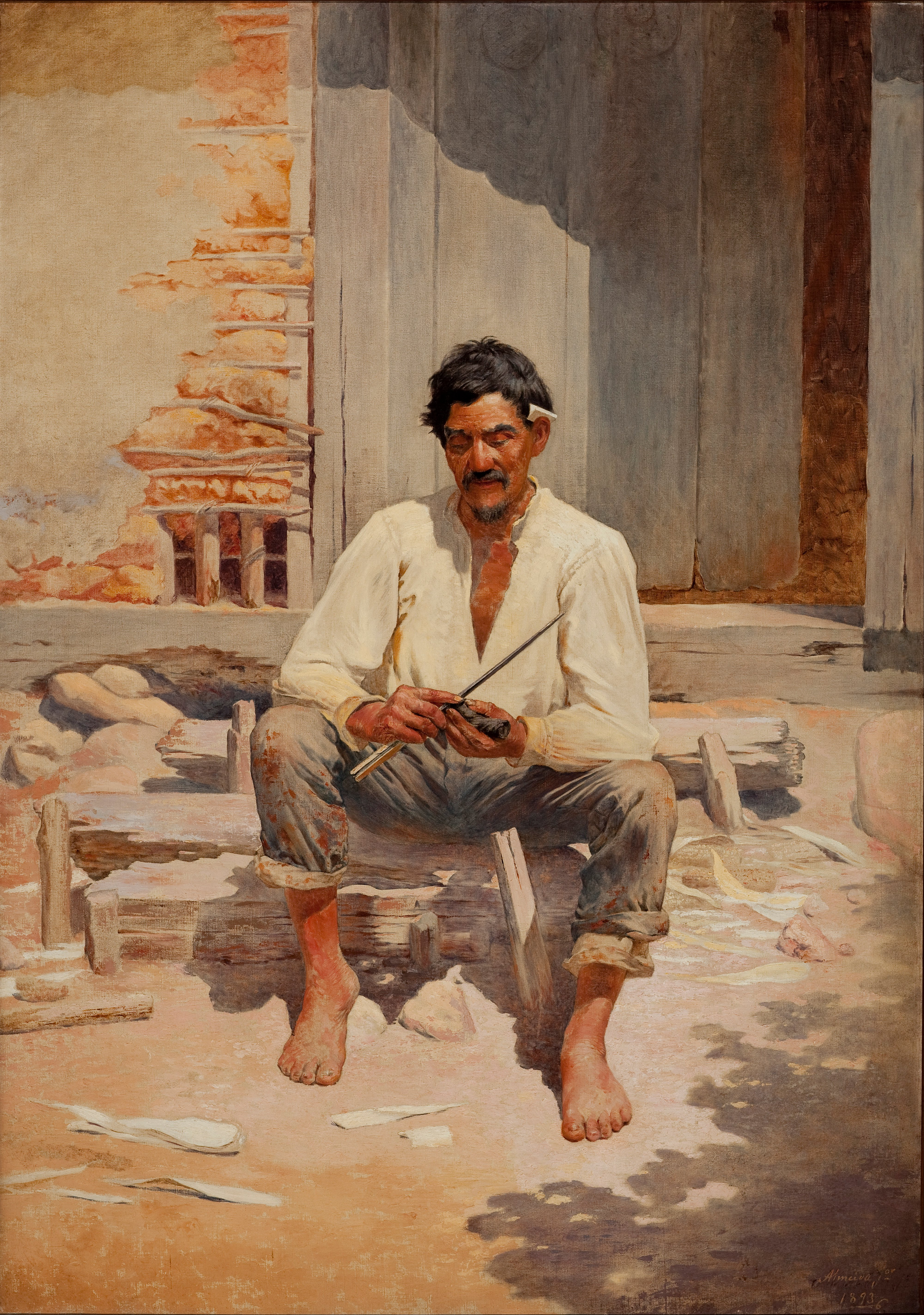
Крестьянин, режущий табачные листья, 1893
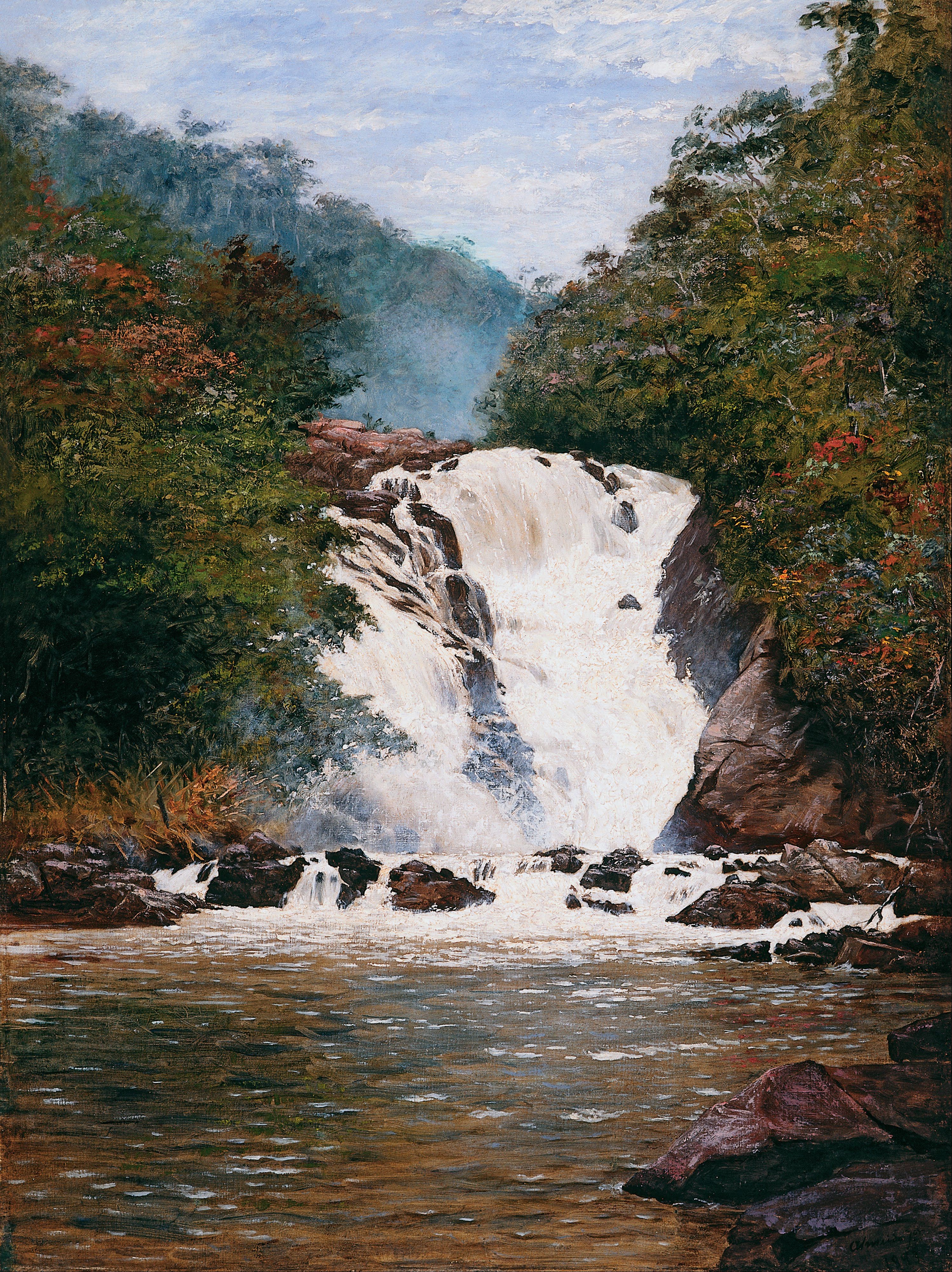
Водопад Воторантим
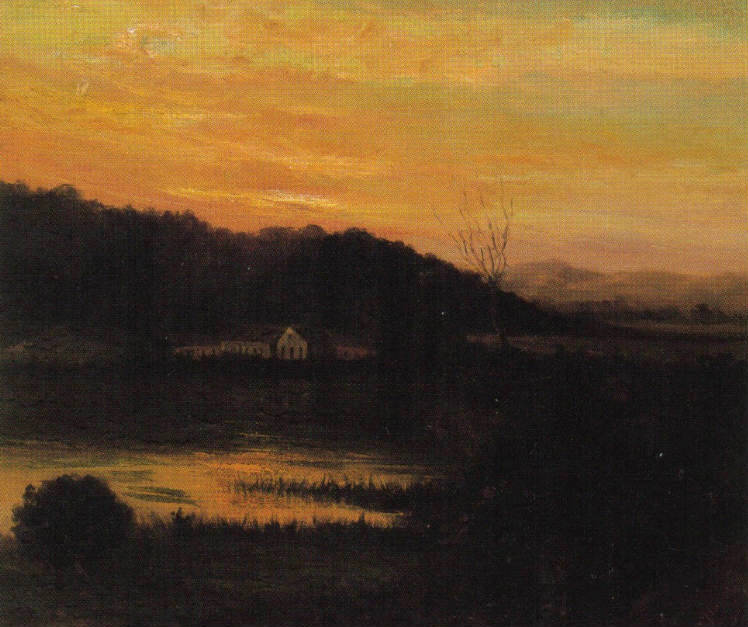
Вид на реку Пирасикаба
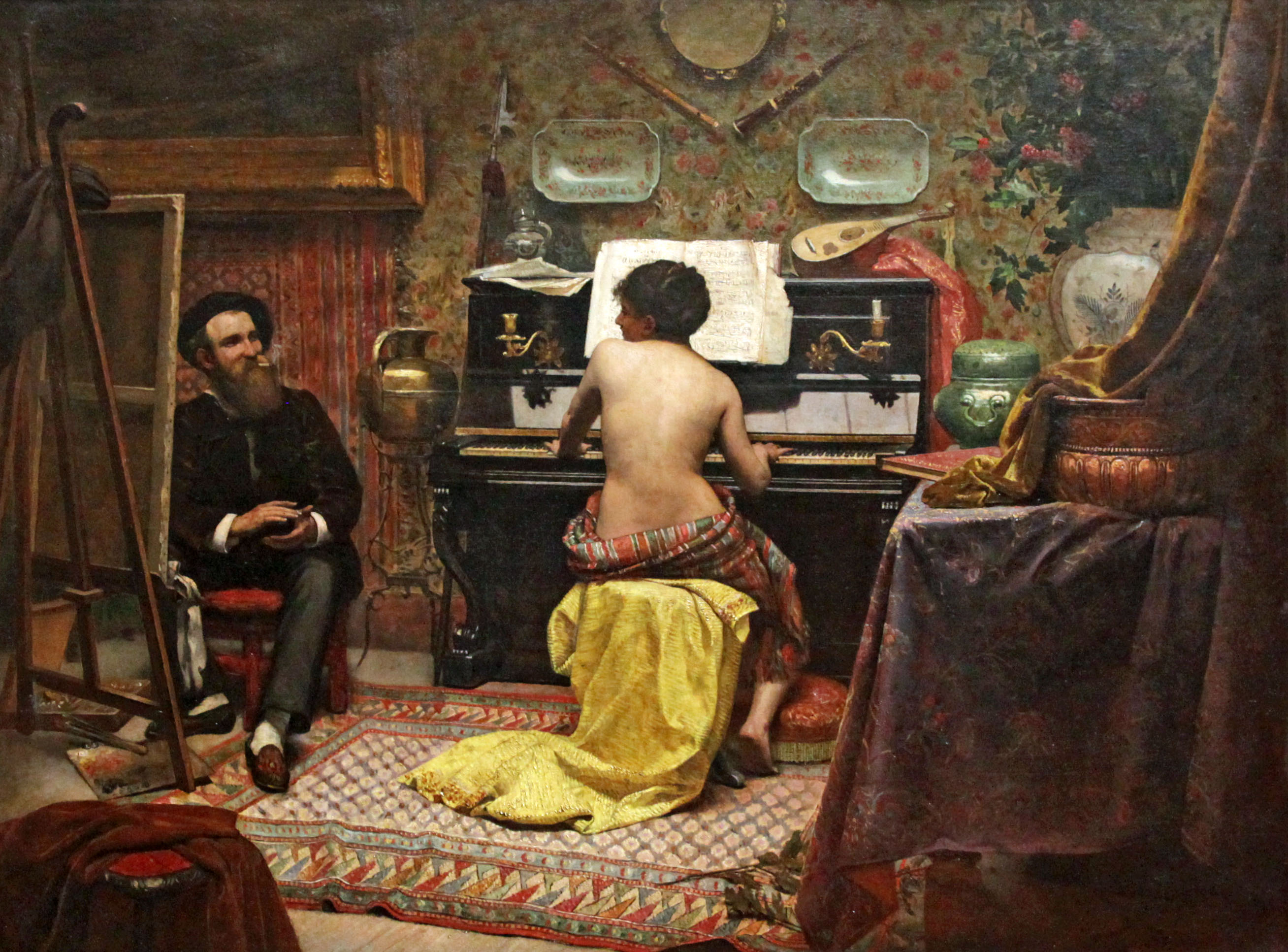
Отдых модели, 1882
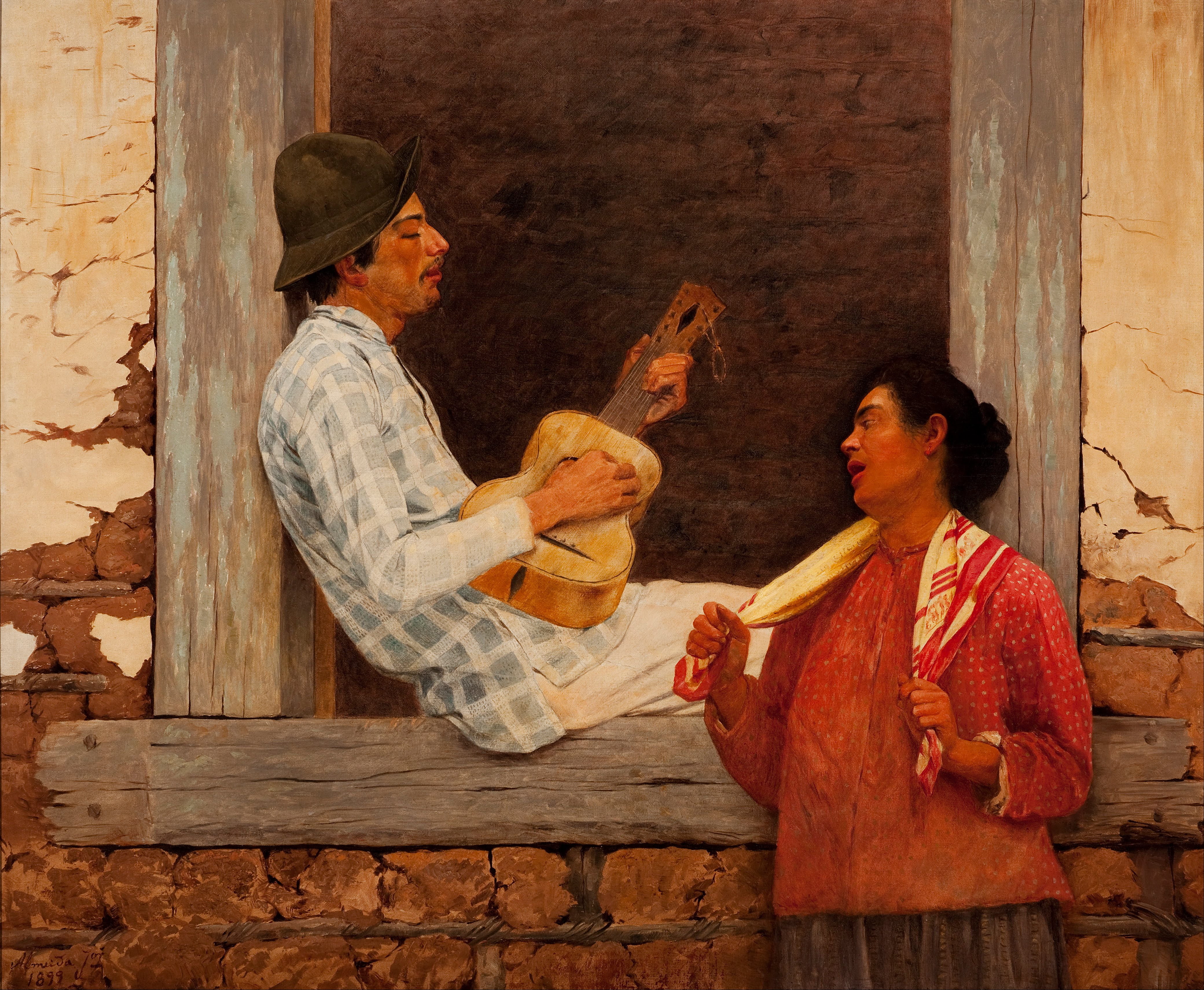
Играющий на гитаре, 1899